# Sztorm na Bałtyku
Sztorm na Bałtyku (ang. Baltic Storm) – niemiecko-brytyjsko-amerykańsko-szwedzki film fabularny z 2003 roku w reżyserii Reubena Ledera. Scenariusz oparty został na prawdziwej historii Jutty Rabbe, Kaja Holmberga oraz Henninga Witte'a. Główne role w filmie zagrali Greta Scacchi, Jürgen Prochnow i Donald Sutherland. Film przedstawia jedną z bardziej prawdopodobnych teorii spiskowych dotyczących zatonięcia MF Estonii.

## Historia
Julia jest dziennikarką która próbuje rozwiązać zagadkę transportów broni z Rosji. Ślady kierują dziennikarkę do Tallinna, tam 27 września 1994 spóźnia się na rejs MF Estonią do Sztokholmu. Jedna z ciężarówek na pokładzie promu, wiezie tajny ładunek z bronią. Prom nigdy nie dopłynął do celu, zatonął na morzu Bałtyckim.
Jednym z ocalałych jest Erik, z początku uznany za zaginionego. Podczas rejsu stracił jedynego syna co później będzie go determinować do badania sprawy MS Estonii. Julia zbiera materiał do reportażu o tragedii i spotyka go w szpitalu. Erik mówi o tajemniczych wybuchach oraz o tym że widział uznanego później za zaginionego na morzu kapitana, widział go również na terenie szpitala. Wkrótce Julia oraz Erik podejmują współpracę mającą na celu podważanie raportu międzynarodowej komisji powołanej do zbadania przyczyn tragedii. Podczas wspólnego śledztwa obfitującego w wiele zagadek i niebezpiecznych sytuacji ujawniają wiele zaskakujących faktów. Bohaterowie dowodzą, że sprawa sięga najwyższych szczebli rządów zarówno Szwecji jak Rosji i Ameryki.

## Film
Zdjęcia do filmu powstały w takich miejscach, jak: Poczdam, Berlin, Cuxhaven, Fishguard, Goslar, Sztokholm oraz Tallinn.
Światowa premiera odbyła się w Niemczech a następnie w Austrii 16 października 2003, w Szwecji 5 marca 2004 -z powodu krytyki oraz tego że pasażerami MS Estonii byli głównie Szwedzi film wyświetlono jedynie dwukrotnie w szwedzkich kinach.

## Realizm

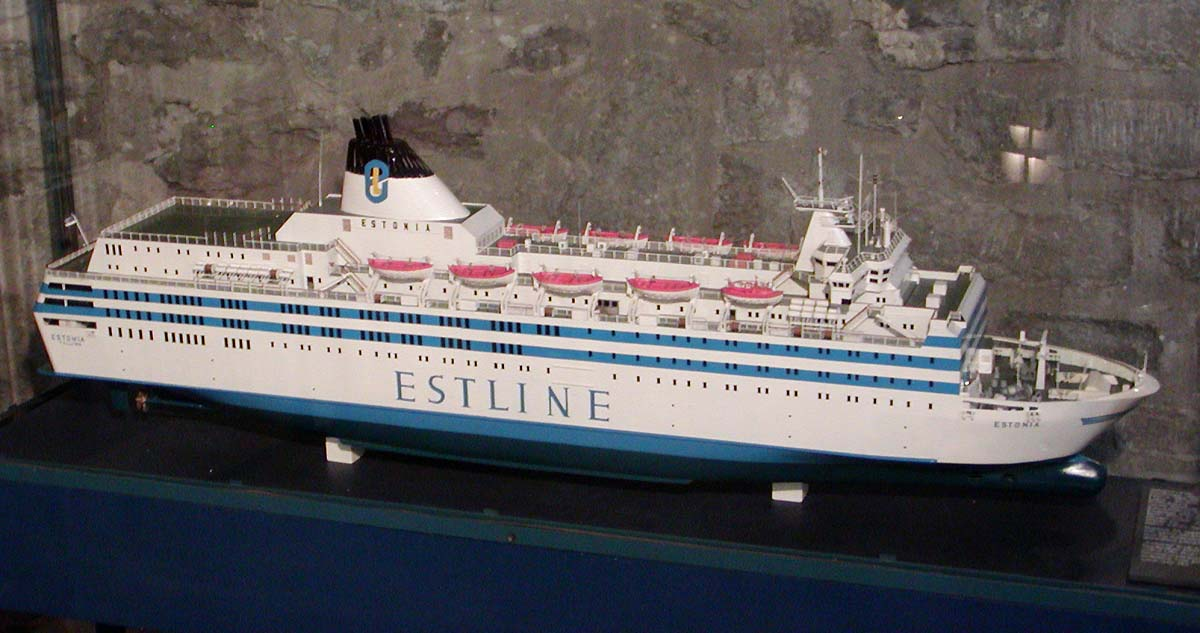
MF Estonia

Mimo upływu 10 lat od tragedii (prawdziwego zatonięcia MF Estonii) w filmie zostało wykorzystanych wiele autentycznych wydarzeń czy ujęć np. sceny poszukiwań ocalałych po katastrofie. Teoria spiskowa przedstawiona w filmie jest wynikiem długotrwałego śledztwa producenta, dziennikarki śledczej Jutty Rabe oraz jej współpracowników. Poprzez tę historię chciano przekazać odmienny punkt widzenia i zakwestionować rzetelność raportu komisji powołanej do zbadania sprawy zatonięcia MF Estonii. Film bazuje na autentycznych relacjach świadków ujawniając pominięte w śledztwie trzy eksplozje przed rozpoczęciem tragicznego łańcucha zdarzeń i wielu innych wydarzeniach. Poprzez głównych bohaterów Jutta Rabe chciała przeprowadzić widza przez bazujące na prawdziwych relacjach, prywatnym śledztwie i jego efektach wydarzenia w jak najbardziej zrozumiałej formie, z tego powodu film jest wielką skarbnicą wiedzy dla sympatyków teorii o spisku na pokładzie MF Estonii.

## Główna obsada
- Greta Scacchi - Julia Reuter
- Jürgen Prochnow - Erik Westermark
- Donald Sutherland - Lou Aldryn
- Dieter Laser - Rolf Gehrig
- Jürgen Schornagel - Jan Peters
- Barbara Schöne - Ingrid Peters
- Rein Oja - kapitan Arvo Kallas
- Gitte Hænning - żona Lou Aldryn-sa
- Bill Clinton - sam siebie (ujęcia archiwalne)
- Borys Jelcyn - sam siebie (ujęcia archiwalne)